# 伯维莱尔
伯维莱尔（法語：Beuvillers）是法国卡尔瓦多斯省的一个市镇，位于该省东部，属于利雪区。该市镇总面积为4,92平方公里，2009年时的人口为1,351人。

## 人口
伯维莱尔人口变化图示
| 数据来源：INSEE |